# Dubai Healthcare City
Concebido por Su Alteza el Jeque Mohammed bin Rashid Al Maktoum, la visión de Dubai Healthcare City (DHCCC) se convertirá en el lugar reconocido internacionalmente de la elección de la asistencia sanitaria de calidad y un centro integrado de excelencia para los servicios clínicos y el bienestar, la educación médica y la investigación. 
DHCC de salud es la primera zona franca. Consiste en la comunidad médica, que se compone de 4,1 millones de pies cuadrados y está en funcionamiento y el Bienestar de la Comunidad, que se está planeando a través del proyecto Wellness Resort Dubai. La comunidad médica ha crecido rápidamente hasta incluir más de 80 clínicas y 1.200 profesionales que están autorizados por el Centro para la Salud DHCC Planificación y Calidad, para garantizar que los servicios ofrecidos en el complejo médico cumplir con los más altos estándares de calidad internacional, como la JCI y, en el futuro, Trent Esquema de Acreditación y ACHSI. 
DHCC ofrece una gama completa de servicios médicos y médicas complementarias que incluyen: inmunología, anestesia, cardiología, quiropráctica, odontología, dermatología, otorrinolaringología, endocrinología, medicina familiar, pediatría, gastroenterología, cirugía general, medicina interna, neurología, obstetricia, oftalmología, ortopedia, terapia física, cirugía plástica, radiología y urología. 